# Лора Дюпонт
Лора Дюпонт (англ. Laura duPont, 4 травня 1949 – 20 лютого 2002) — колишня американська тенісистка.  
Здобула п'ять парних титулів туру WTA.

## Фінали Туру WTA

### Парний розряд 10 (5–5)
| Легенда           |   |
| Grand Slam        | 0 |
| WTA Championships | 0 |
| Tier I            | 0 |
| Tier II           | 0 |
| Tier III          | 0 |
| Tier IV & V       | 0 |

| Титули за покриттям |   |
| Тверде              | 3 |
| Ґрунт               | 1 |
| Трава               | 0 |
| Килим               | 1 |

| Результат | Ранг | Дата              | Турнір                     | Покриття | Партнер          | Опоненти                            | Рахунок       |
| Поразка   | 1.   | 17 вересня 1978   | Сан-Антоніо, Texas, США    | Тверде   | Франсуаз Дюрр    | Ілана Клосс Маріс Крюгер            | 1–6, 4–6      |
| Поразка   | 2.   | 5 листопада 1978  | Буенос-Айрес, Аргентина    | Ґрунт    | Регіна Маршикова | Франсуаз Дюрр Валері Зігенфусс      | 6–1, 4–6, 3–6 |
| Поразка   | 3.   | 25 листопада 1979 | Брайтон, Англія            | Килим    | Ілана Клосс      | Енн Кійомура Енн Сміт               | 2–6, 1–6      |
| Перемога  | 4.   | 13 січня 1980     | Цинциннаті, США            | Килим    | Пем Шрайвер      | Міма Яушовець Енн Кійомура          | 6–3, 6–3      |
| Поразка   | 5.   | 20 січня 1980     | Канзас-Сіті (Міссурі), США | Килим    | Пем Шрайвер      | Біллі Джин Кінг Мартіна Навратілова | 3–6, 1–6      |
| Перемога  | 6.   | 28 березня 1980   | Карлсбад (Каліфорнія), США | Тверде   | Пем Шрайвер      | Розмарі Касалс Джоанн Расселл       | 6–7, 6–4, 6–1 |
| Перемога  | 7.   | 27 вересня 1981   | Атланта, Грузія, USA       | Тверде   | Бетсі Нагелсен   | Розмарі Касалс Кенді Рейнолдс       | 6–4, 7–5      |
| Поразка   | 8.   | 18 жовтня 1982    | Токіо, Японія              | Тверде   | Барбара Джордан  | Сато Наоко Brenda Remilton          | 6–2, 3–6, 3–6 |
| Перемога  | 9.   | 24 жовтня 1982    | Токіо, Японія              | Тверде   | Барбара Джордан  | Сато Наоко Brenda Remilton          | 6–2, 6–7, 6–1 |
| Перемога  | 10.  | 6 листопада 1982  | Гонконг                    | Ґрунт    | Алісія Молтон    | Дженніфер Мундел Івонн Вермак       | 6–2, 4–6, 7–5 |